# Rebelião dos Conservadores
A Rebelião dos Conservadores (em castelhano:  Rebelión de los Conservadores), que ocorreu em agosto de 1855, foi um levante contra o governo de Venâncio Flores, então presidente constitucional do Uruguai. A rebelião foi realizada por colorados dissidentes que haviam formado o Partido Conservador e terminaria com a renúncia de Flores da presidência.  .